# Campeonato Mundial de Ginástica Artística de 2009 - Solo masculino
A competição de solo masculino do Campeonato Mundial de Ginástica Artística de 2009 teve sua final disputada no dia 17 de outubro. A qualificatória que definiu os ginastas finalistas foi disputada em 13 de outubro

## Medalhistas
| Ouro   | ROU Marian Drăgulescu  |
| Prata  | CHN Zou Kai            |
| Bronze | ISR Alexander Shatilov |

## Resultados

### Qualificatória

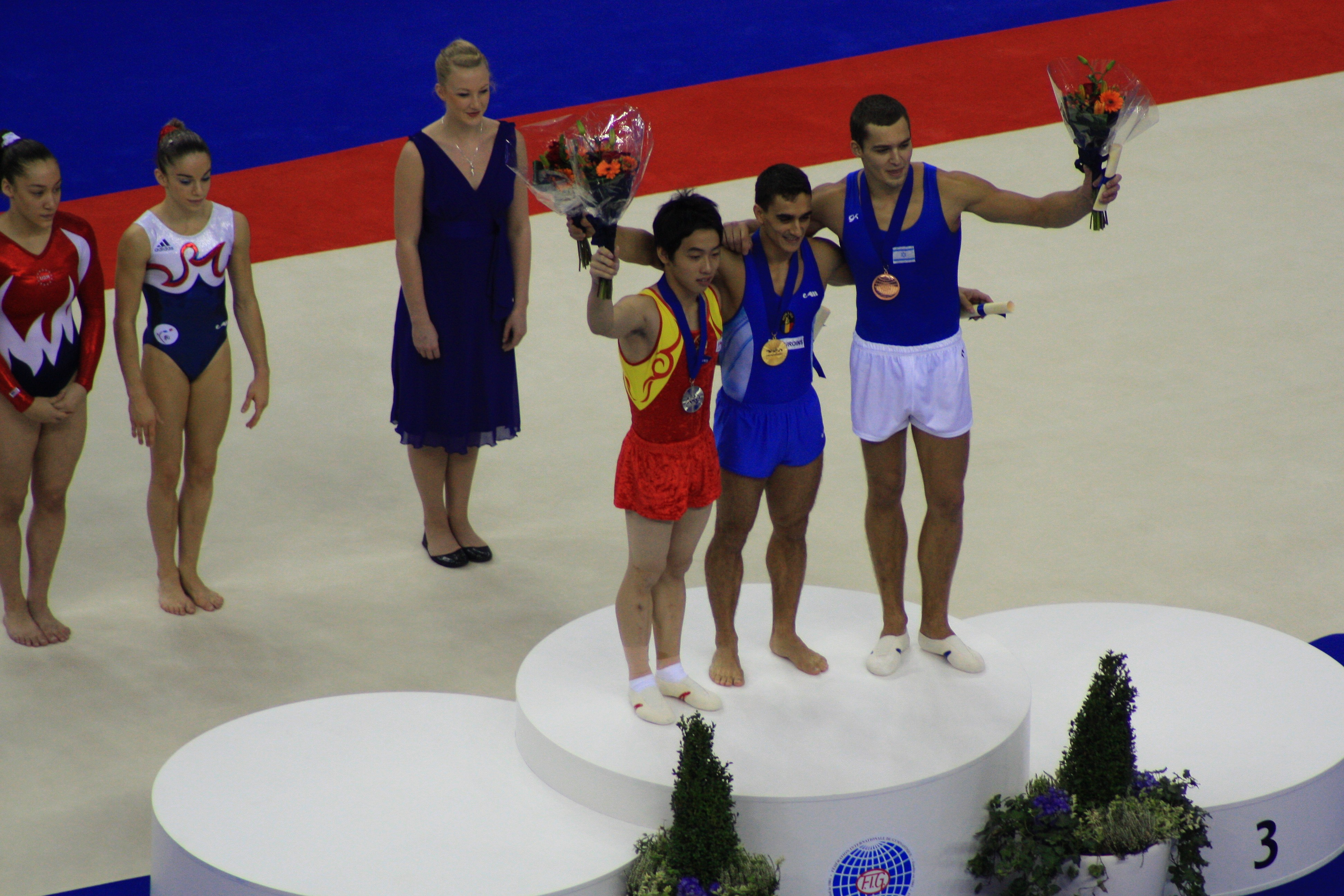
Pódio do solo: Zou Kai (esquerda), Marian Drăgulescu (centro) e Alexander Shatilov.

Esses são os resultados da qualificatória.
| Pos. | Ginasta                        | Total  | Nota |
| ---- | ------------------------------ | ------ | ---- |
| 1    | JPN Kohei Uchimura             | 15,775 | Q    |
| 2    | ROU Marian Drăgulescu          | 15,725 | Q    |
| 3    | CHN Zou Kai                    | 15,675 | Q    |
| 4    | CHI Enrique González Sepúlveda | 15,575 | Q    |
| 5    | GER Matthias Fahrig            | 15,525 | Q    |
| 6    | ISR Alexander Shatilov         | 15,475 | Q    |
| 7    | USA Steven Legendre            | 15,475 | Q    |
| 8    | JPN Makoto Okiguchi            | 15,425 | Q    |
| 9    | BRA Diego Hypólito             | 15,400 | R    |
| 10   | ESP Rafael Martínez            | 15,375 | R    |
| 11   | NED Jeffrey Wammes             | 15,350 | R    |

- Q - qualificado para a final
- R - reserva

### Final
Esses são os resultados da final.
| Pos. | Ginasta                        | Nota D | Nota E | Pen. | Total  |
| ---- | ------------------------------ | ------ | ------ | ---- | ------ |
|      | ROU Marian Drăgulescu          | 6,600  | 9,100  |      | 15,700 |
|      | CHN Zou Kai                    | 6,800  | 8,875  |      | 15,675 |
|      | ISR Alexander Shatilov         | 6,600  | 8,975  |      | 15,575 |
| 4    | JPN Kohei Uchimura             | 6,500  | 9,075  | 0,1  | 15,475 |
| 5    | JPN Makoto Okiguchi            | 6,600  | 8,825  |      | 15,425 |
| 6    | GER Matthias Fahrig            | 6,600  | 8,800  |      | 14,400 |
| 7    | CHI Enrique González Sepúlveda | 6,600  | 8,625  |      | 15,225 |
| 8    | USA Steve Legendre             | 6,200  | 8,750  |      | 14,950 |